# Heisenberg-Schnitt
Der Heisenberg-Schnitt ist Teil der Kopenhagener Deutung der Quantenmechanik. Der Schnitt soll gemäß Werner Heisenberg und Niels Bohr verdeutlichen, wie bei einer quantenphysikalischen Messung zwischen der klassisch beschreibbaren Messapparatur und dem zu untersuchenden Quantensystem oder einem Quantenobjekt unterschieden werden kann. 
Der Schnitt ergibt sich also aus der Forderung, dass die frei wählbaren Messgeräte ohne die Gesetze der Quantenmechanik ausreichend genau beschreibbar sind, während sich das zu untersuchende System entsprechend den Gesetzen der Quantenmechanik verhält. 
Üblicherweise handelt es sich bei den Messgeräten um makroskopische Objekte, während es sich bei den zu untersuchenden Systemen um mikroskopische Systeme handelt, denn Quantenphänomene sind im Bereich des Planckschen Wirkungsquantums normalerweise nicht mehr vernachlässigbar.

## Geschichte
Der Heisenberg-Schnitt wurde von Werner Heisenberg beispielsweise in einem Schriftwechsel mit Wolfgang Pauli als Reaktion auf das 1935 veröffentlichte EPR-Paradoxon verwendet.